# Licença-menstruação
Licença-menstruação ou licença menstrual é uma licença onde a mulher goza de um certo período para se ausentar do seu trabalho durante o ciclo menstrual. A licença menstruação é um conceito que surgiu no Japão no começo do século XX. Por volta de 1920, sindicatos de trabalhadores Japoneses começaram a exigir essa licença para mulheres que trabalhavam. Em 1947, a lei começou a ser cobrada através da lei trabalhista que permitia que mulheres em período menstrual tirassem dias de folga do trabalho. O que antes era uma legislação única, agora é também encontrada em outros países como Coreia do Sul onde as mulheres tem direito a licença ou a receberem extra por trabalharem durante o período menstrual, Indonésia onde as mulheres tem direito a dois dias de licença, Taiwan onde tem direito a três dias e nas Filipinas, onde recebem a metade do salário durante o período de licença. No Brasil e em Portugal não existe nenhuma legislação que trate o assunto, contudo alguns médicos defendem a sua implantação.